# Ekvatorialguinea i olympiska sommarspelen 1996
Ekvatorialguinea deltog i de olympiska sommarspelen 1996 med en trupp bestående av 5 deltagare, men ingen av landets deltagare erövrade någon medalj.

## Friidrott
Herrar
| Idrottare                                                       | Gren                            | Heat omgång 1 | Heat omgång 1 | Heat omgång 2    | Heat omgång 2    | Semifinal        | Semifinal        | Final            | Final            |
| Idrottare                                                       | Gren                            | Tid           | Placering     | Tid              | Placering        | Tid              | Placering        | Tid              | Placering        |
| --------------------------------------------------------------- | ------------------------------- | ------------- | ------------- | ---------------- | ---------------- | ---------------- | ---------------- | ---------------- | ---------------- |
| Bonifacio Edu                                                   | Herrarnas 100 meter             | 11.87         | 104           | Gick inte vidare | Gick inte vidare | Gick inte vidare | Gick inte vidare | Gick inte vidare | Gick inte vidare |
| Gustavo Envela                                                  | Herrarnas 200 meter             | 22.09         | 75            | Gick inte vidare | Gick inte vidare | Gick inte vidare | Gick inte vidare | Gick inte vidare | Gick inte vidare |
| Casimiro Asumu Nze                                              | Herrarnas 400 meter             | 50.14         | 56            | Gick inte vidare | Gick inte vidare | Gick inte vidare | Gick inte vidare | Gick inte vidare | Gick inte vidare |
| Ponciano Mbomio Casimiro Asumu Nze Bonifacio Edu Gustavo Envela | Herrarnas 4 x 100 meter stafett | 45.63         | 32            | N/A              | N/A              | Gick inte vidare | Gick inte vidare | Gick inte vidare | Gick inte vidare |

Damer
| Idrottare      | Gren               | Heat omgång 1 | Heat omgång 1 | Heat omgång 2    | Heat omgång 2    | Semifinal        | Semifinal        | Final            | Final            |
| Idrottare      | Gren               | Tid           | Placering     | Tid              | Placering        | Tid              | Placering        | Tid              | Placering        |
| -------------- | ------------------ | ------------- | ------------- | ---------------- | ---------------- | ---------------- | ---------------- | ---------------- | ---------------- |
| Juliana Obiong | Damernas 100 meter | 13.88         | 55            | Gick inte vidare | Gick inte vidare | Gick inte vidare | Gick inte vidare | Gick inte vidare | Gick inte vidare |